# Argélia francesa
Argélia francesa (em francês:  Alger até 1839, em seguida, Algérie posteriormente; não oficialmente Algérie française em árabe: الجزائر الفرنسية Al-Jaza'ir Al-Fransiyah) é a designação dada à Argélia durante o período de colonização francesa, entre 1830 e 1962, sob diversos sistemas governamentais.

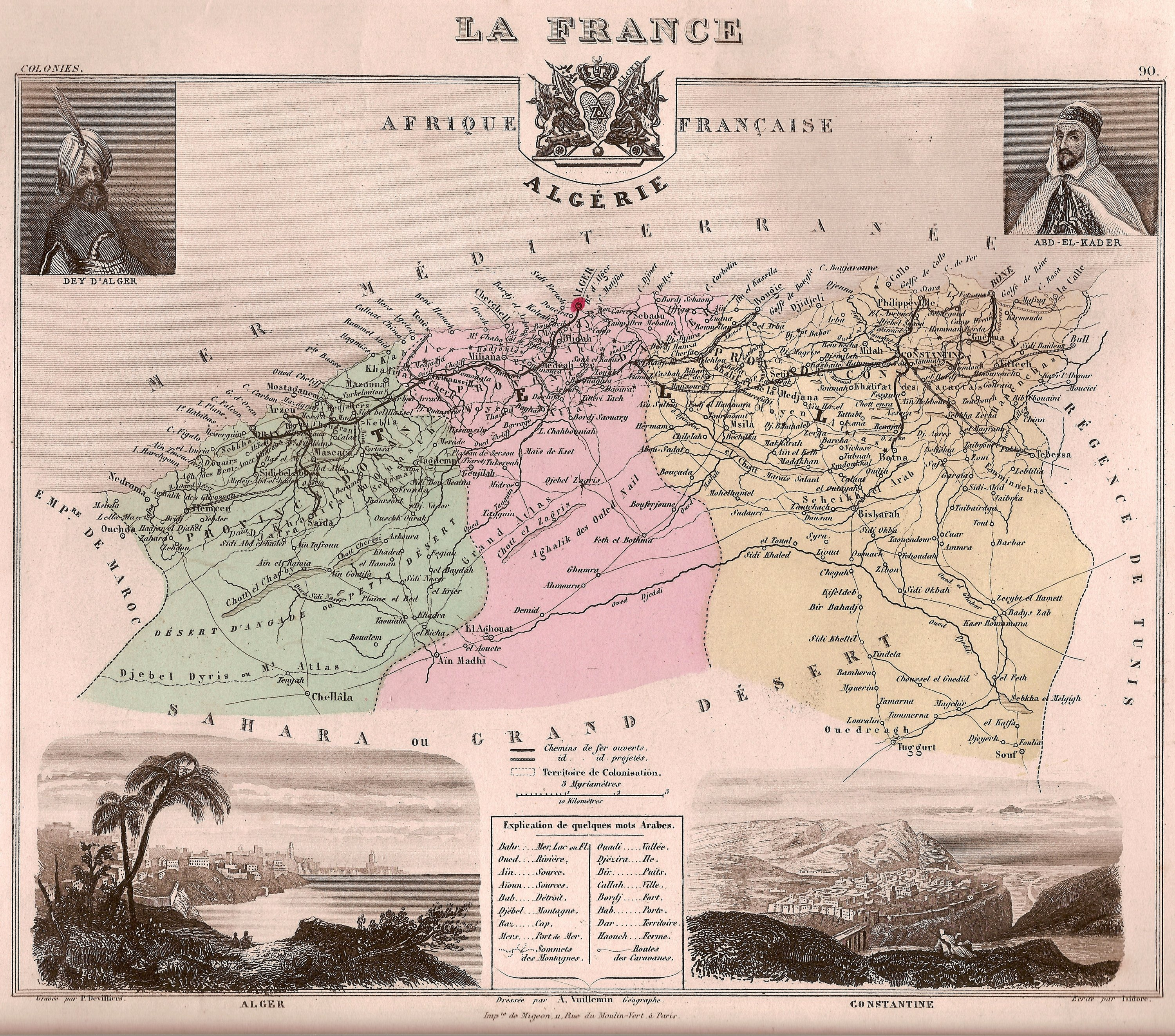
Antigos departamentos da Argélia Francesa.

De 1848 até a independência, toda a região mediterrânea da Argélia foi administrada como parte integrante da França, assim como a Córsega e ilha Reunião são até hoje. O vasto interior árido da Argélia, como o resto da África do Norte Francesa, nunca foram considerados parte da França. Um dos maiores territórios ultramarinos mantidos pela França, a Argélia tornou-se um destino para centenas de milhares de imigrantes europeus, conhecidos como colons e, mais tarde, como pieds-noirs. No entanto, os muçulmanos nativos sempre representaram a esmagadora maioria da população do território em toda a sua história. Gradualmente, a insatisfação entre a população muçulmana, com a ausência de status político e econômico alimentou pedidos de maior autonomia política e, eventualmente, levando a uma reivindicação de independência. As tensões entre os dois grupos populacionais veio à tona em 1954, com o início da guerra de independência argelina. A guerra foi concluída em 1962, quando a Argélia ganhou a independência completa após os Acordos de Évian em março e do referendo de autodeterminação em julho do mesmo ano.